# Meridiastra gunnii
Meridiastra gunnii är en sjöstjärneart som först beskrevs av Gray 1840.  Meridiastra gunnii ingår i släktet Meridiastra och familjen Asterinidae. Inga underarter finns listade i Catalogue of Life.